# Salihorsk
Salihorsk (Салігорск) či Soligorsk (Солигорск) je město v Bělorusku, druhé největší město Minské oblasti. Jde o jedno z nejnovějších měst v zemi. 1. 1. 2024 mělo 97 818 obyvatel. 
Sídlí zde Belaruskali (Беларуськалі), státní koncern vyrábějící umělá hnojiva a jeden z největších zaměstnavatelů v zemi, který vyrábí zhruba pětinu světové produkce draselných hnojiv. 
Ve městě působí fotbalový klub FK Šachtěr Salihorsk, pravidelný účastník evropských pohárů.